# Sovnarjoz

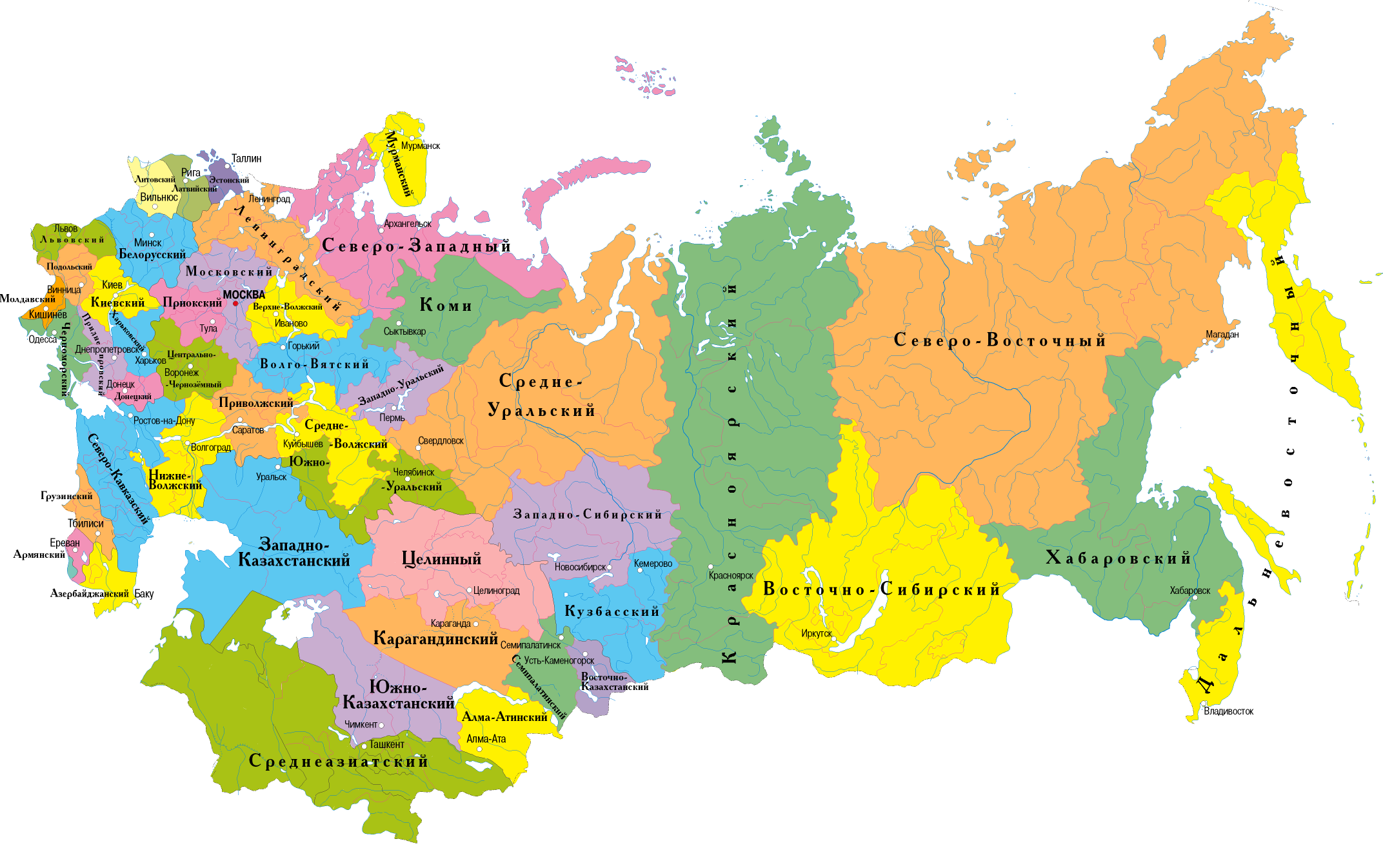
Mapa de consejos económicos en 1963.

El Sovnarjoz o Sovnarjós, (en ruso: совнархоз, sigloide derivado de совет народного хозяйства, transliterado como soviet narodnogo jozyaystva, "Consejo de la Economía Nacional") a veces también traducido como "Consejo Regional Económico", era la organización soviética responsable del manejo y administración de las varias regiones económicas en que se dividía el país. Estaba subordinada al Consejo Supremo de la Economía Nacional.

## Origen
Los sovnarjozes fueron introducidos por el líder soviético Nikita Jrushchov en julio de 1957, en un intento por combatir la excesiva centralización burocrática de los diferentes ministerios económicos. La Unión Soviética estaba inicialmente dividida en 105 regiones económicas, y los sovnarjozes cumplían funciones de planificación y operación administrativas. Simultáneamente, varios ministerios fueron cerrados. En la práctica, las diferentes comparticiones ministeriales fueron reemplazadas por el principio de territorialidad (местничество, transliterado como méstnichestvo en el argot económico ruso).

## Problemas
A pesar de las intenciones oficiales iniciales, continuaron los errores de coordinación y la duplicación de esfuerzos en algunos casos, a pesar de que las (serias) faltas administrativas (por ejemplo, no cumplir con las obligaciones hacia otros sovnarjozes) estaban tipificadas como un delito. Aunque hubo varios intentos de mejorar y emparchar esta por entonces nueva estructura organizacional, ésta terminó fallando en su propósito de incrementar la productividad y eficiencia del sistema soviético de planificación centralizada. Por lo tanto, en octubre de 1965 (ya durante el régimen de Leonid Brézhnev) se decidió dar marcha atrás con los cambios implementados siete años antes y se volvió a la tradicional organización ministerial por rama de actividad.